# Aftermath of the Lowdown
Aftermath of the Lowdown è il terzo album solista di Richie Sambora, chitarrista dei Bon Jovi, pubblicato per l'etichetta indipendente Dangerbird Records. Il primo singolo estratto è Every Road Leads Home To You, pubblicato come download gratuito sul sito ufficiale dell'artista. L'album ha raggiunto la posizione numero 35 nella classifica del Regno Unito.

## Tracce
1. Burn the Candle Down – 4:23
2. Every Road Leads Home to You – 4:40
3. Taking A Chance on the Wind – 4:46
4. Nowadays – 4:00
5. Weathering The Storm – 4:51
6. Sugar Daddy – 4:38
7. I'll Always Walk Beside You – 5:03
8. Seven Years Gone – 5:36
9. Learning How To Fly With A Broken Wing – 4:35
10. You Can Only Get So High – 6:32
11. World – 2:22

Tracce bonus dell'edizione deluxe e giapponese
1. Forgiveness Street – 5:48
2. Backseat Driver – 4:12
3. Engine 19 – 5:24

## Cronologia della pubblicazione
| Paese                          | Data              |
| ------------------------------ | ----------------- |
| Giappone                       | 12 settembre 2012 |
| Regno Unito                    | 17 settembre 2012 |
| Italia (digital download)      | 17 settembre 2012 |
| Stati Uniti (digital download) | 18 settembre 2012 |
| Italia                         | 25 settembre 2012 |
| Stati Uniti                    | 25 settembre 2012 |

## Formazione
- Richie Sambora – voce, chitarra acustica e elettrica
- Aaron Sterling - batteria
- Matt Rollings - piano, organo
- Curt Schneider - basso
- Rusty Anderson - chitarra ritmica
- Roger Joseph Manning, Jr. - tastiere
- Luke Ebbin - cori, tastiere e programming